# San Miguel Cerezo
San Miguel Cerezo är en ort i Mexiko.   Den ligger i kommunen Pachuca de Soto och delstaten Hidalgo, i den sydöstra delen av landet, 90 km nordost om huvudstaden Mexico City. San Miguel Cerezo ligger 2 677 meter över havet och antalet invånare är 1 981.
Terrängen runt San Miguel Cerezo är huvudsakligen kuperad, men norrut är den bergig. Runt San Miguel Cerezo är det mycket tätbefolkat, med 1 361 invånare per kvadratkilometer. Närmaste större samhälle är Pachuca de Soto, 4,7 km söder om San Miguel Cerezo. I omgivningarna runt San Miguel Cerezo växer i huvudsak blandskog.